# Michaīl Liapīs
Michaīl Liapīs (in greco Μιχαήλ Λιάπης?; Salonicco, 11 marzo 1995) è un cestista greco.